# Port San Carlos
Port San Carlos är en vik i territoriet Falklandsöarna (Storbritannien). Den ligger i den centrala delen av landet, 90 km väster om huvudstaden Stanley.